# Julia Pylad
Julia Pylad, född 19 oktober 1999, är en svensk modell. Hon vann titeln Miss Global Sweden 2019 och är en av finalisterna i Top Model Worldwide 2020 Säsong 13.
Flera svenska tidningar har skrivit artiklar om henne och hennes resa till att bli modell och framförallt Miss Global Sweden 2019. Hon blev först uppmärksammad i Norrköpings Tidningar och senare även i de svenska tidningarna Expressen och Länstidningen  .